# Educaplay
Educaplay és una plataforma on trobar i crear activitats educatives multimèdia. Aquesta plataforma s'emmarca dins de la tendència educativa de la ludificació, la qual permet crear i cercar activitats de manera grupal, exportar els recursos i utilitzar-los en qualsevol plataforma de Sistema de gestió de l'aprenentatge (Learning management system, LMS) compatibles amb SCORM. Es pot jugar des de qualsevol dispositiu gràcies a la seva tecnologia basada en html 5.
Segons alguns estudis aquesta aplicació basada en el concepte d'Aprenentatge basat en el joc com a tecnologia educativa, ha demostrat el seu impacte positiu en els resultats educatius de l'alumnat.